# Kryštof 04
Kryštof 04 (také Kryštof 4) je volací znak a všeobecně rozšířené označení vrtulníku a základny letecké záchranné služby (LZS) v Jihomoravském kraji. LZS byla v Brně poprvé uvedena do provozu 1. července 1988. Provozovatelem vrtulníku je od 1. ledna 2021 společnost DSA. Zdravotnickou část posádky LZS zajišťuje Zdravotnická záchranná služba Jihomoravského kraje, ostatní provozní pracovníky včetně pilotů zajišťuje DSA.

## Historie
Zkušební provoz letecké záchranné služby byl v Brně poprvé zahájen 1. července 1988. Základna se nacházela na Letišti Černovice. Prvním provozovatelem byl státní podnik Slov-Air, který pro LZS nasazoval vrtulník Mil Mi-2.
V roce 1992 vznikla první nestátní letecká společnost na území Československa – společnost Alfa-Helicopter a k 1. lednu 1992 provoz letecké záchranné služby na stanici v Brně převzala. Zpočátku používala také stroj Mi-2, ale v průběhu roku 1992 byl na stanici střídavě používán i nový dvoumotorový vrtulník Bell 206L-3 (imatrikulace OK-XIS).
Od března 1996 sloužil na stanici trvale modernější vrtulník Bell 206L-4 (OK-ZIU). V létě 1996 byl na stanici spuštěn nepřetržitý provoz, který ale byl po třech měsících kvůli vysokým nákladům a nízkému využití ukončen.
28. prosince 2003 ukončila na stanici provoz společnost Alfa-Helicopter a novým provozovatelem se stala společnost DSA. Ta pro LZS používala dvoumotorový vrtulník Eurocopter AS 355 F2 Ecureuil 2 (OK-AIA).
K další změně došlo 1. ledna 2005, kdy provoz LZS převzala Letecká služba Policie ČR a do služby nasadila moderní dvoumotorový vrtulník Eurocopter EC 135 T2+ (OK-BYB). V listopadu 2006 se policejní letka přestěhovala do nových prostor v areálu Letiště Brno-Tuřany.
K 1. lednu 2009 došlo k další změně a provoz letecké záchranné služby opět převzala společnost Alfa-Helicopter. Stanice letecké záchranné služby se nacházela vně areálu mezinárodního letiště Brno-Tuřany v jeho těsné blízkosti. V roce 2009 sloužil na stanici krátce stroj Bell 427, který byl 23. července 2009 nahrazen vrtulníkem Eurocopter EC 135 T2+ (OK-NIK).  Vrtulník byl pokřtěn podle české olympioničky Nikoly Sudové, která se zároveň stala jeho kmotrou. Imatrikulační značku OK-NIK vrtulník získal podle jejího křestního jména Nikola.
Do 29. února 2012 fungovala v nepřetržitém nočním provozu stanice Kryštof 09 v Olomouci. 1. května 2012 došlo ke změně a noční provoz byl na stanici v Olomouci ukončen a byl trvale zaveden na stanici Kryštof 04 v Brně. Ke změně došlo především pro lepší pokrytí Moravy v nočních hodinách. Jako záloha pro stanici Kryštof 04 sloužil vrtulník Bell 427 (OK-AHE).

## Současnost

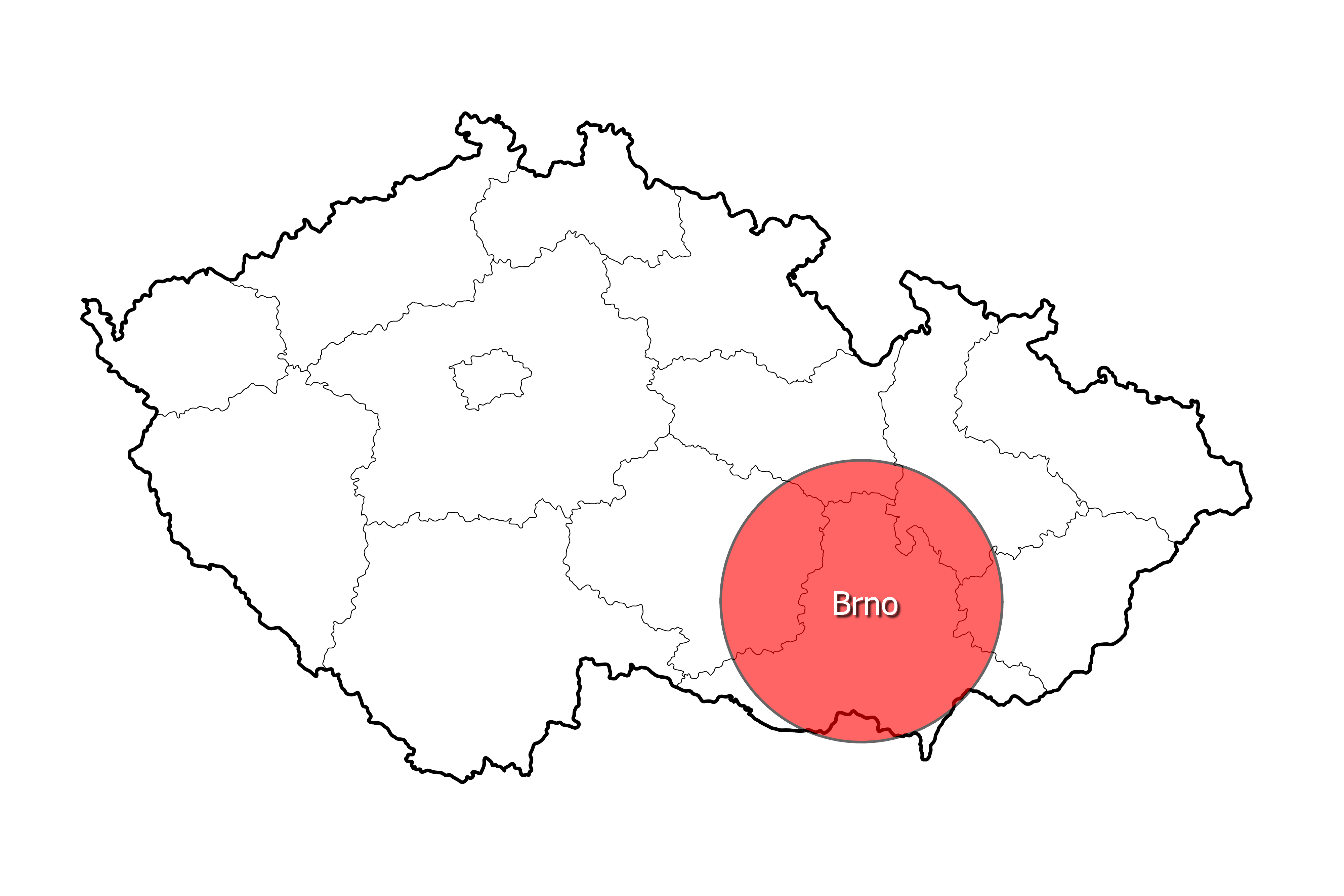
Poloha stanice a akční rádius vrtulníku Kryštof 04

Provozovatelem vrtulníku LZS Kryštof 04 je od 1. 1. 2021 společnost DSA a.s. Stroj létá pod imatrikulací OK-LJR. 
Základna je na mezinárodním letišti v Brně-Tuřanech. Letový provoz je zajištěn strojem Airbus Helicopters Eurocopter EC 135 T2+. Tento vrtulník s konstrukcí uzpůsobenou právě pro LZS a vysokým výkonem je vybavený moderním typem zástavby HEMS (helicopter emergency medical service) a jeho maximální rychlost je 251 km/hod.
LZS v Brně je dnes jednou ze čtyř základen v ČR, které mají nepřetržitý 24 hodinový provoz, i když zdravotnická část posádky slouží během noční služby i pro pozemní zásahy. Piloti letecké záchranné služby jsou díky tzv. brýlím pro noční vidění (NVG) schopni přistát v terénu i za úplné tmy. Noční zásahy do terénu spolu s urgentním transportem do specializovaného centra poskytuje Kryštof 04 i na základě požadavku ZZS okolních krajů, zejména krajů Vysočina, Pardubického, Olomouckého a Zlínského.
Vrtulník Kryštof 04 zasahuje kromě Jihomoravského kraje často také v části Zlínského kraje, který leteckou záchrannou službu neprovozuje. Akční rádius vrtulníků LZS má rozsah cca 70 km, který odpovídá doletové době zhruba 18 minut od vzletu.

## Galerie

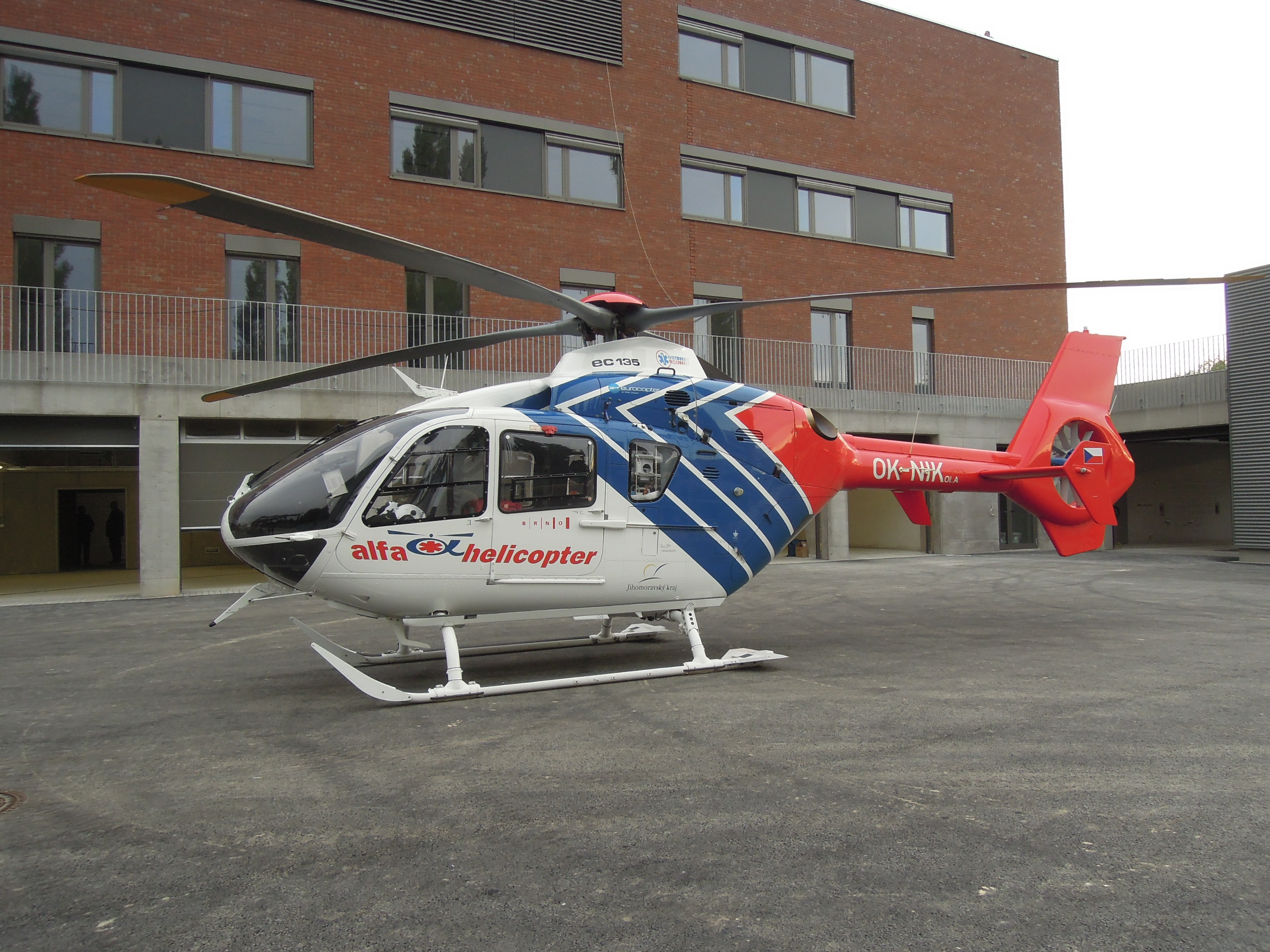
Eurocopter EC 135 T2+ jako Kryštof 04 (OK-NIK)
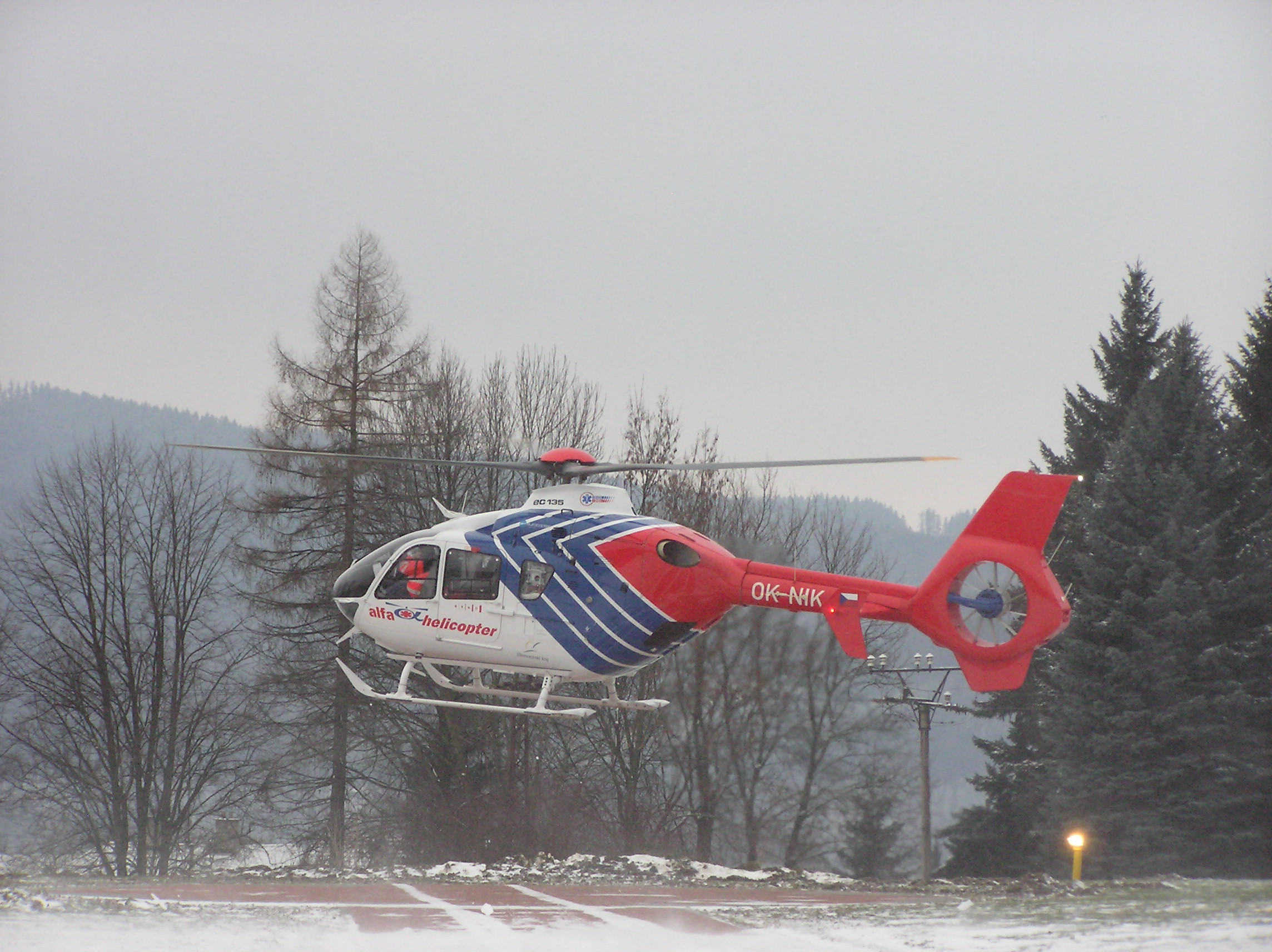
Kryštof 04 při sekundárním letu na heliportu ve Valašském Meziříčí (OK-NIK)
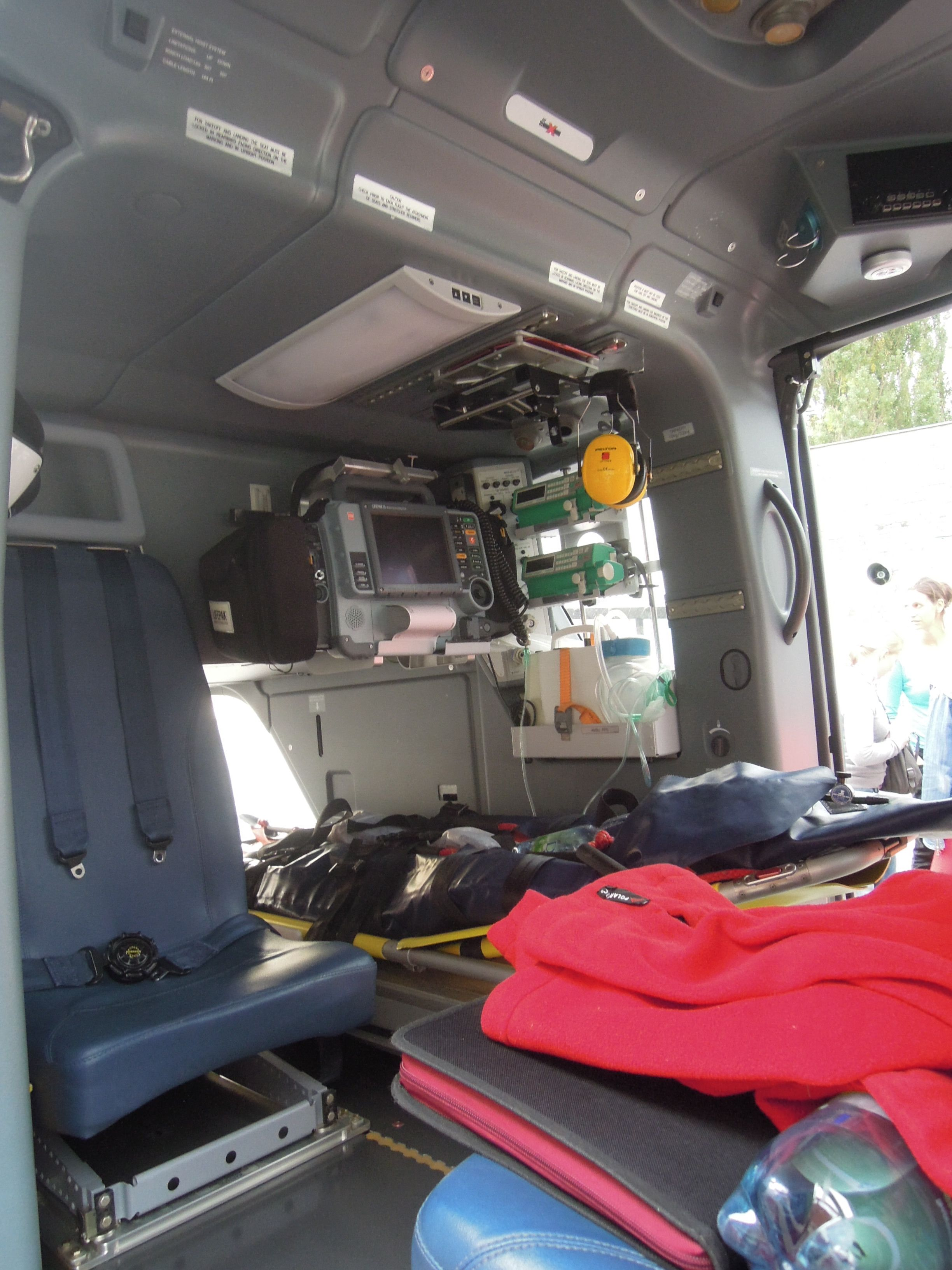
Vnitřní zástavba vrtulníku Eurocopter EC 135 T2+ s imatrikulací OK-NIK
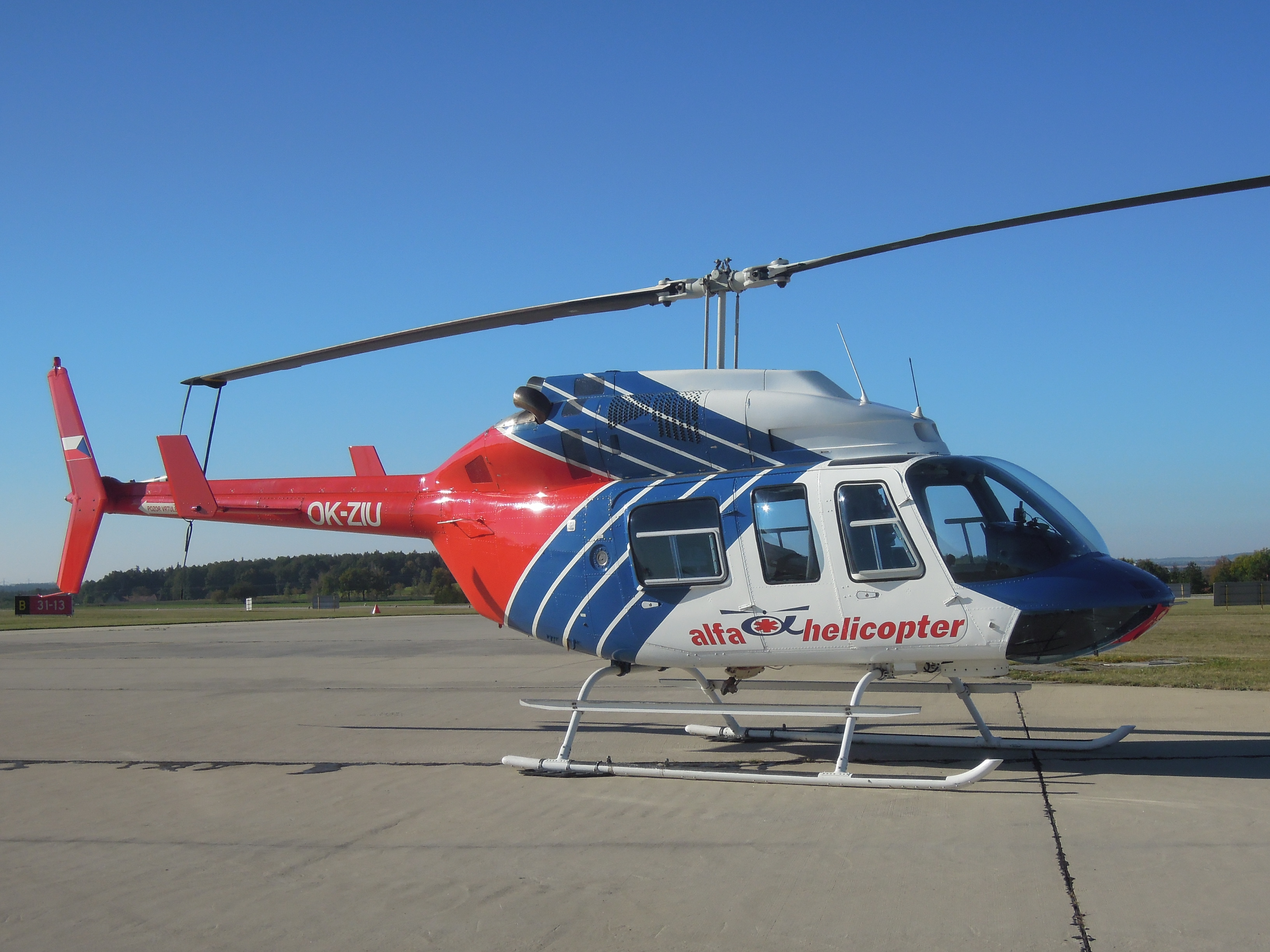
Vrtulník Bell 206L-4T (OK-ZIU)
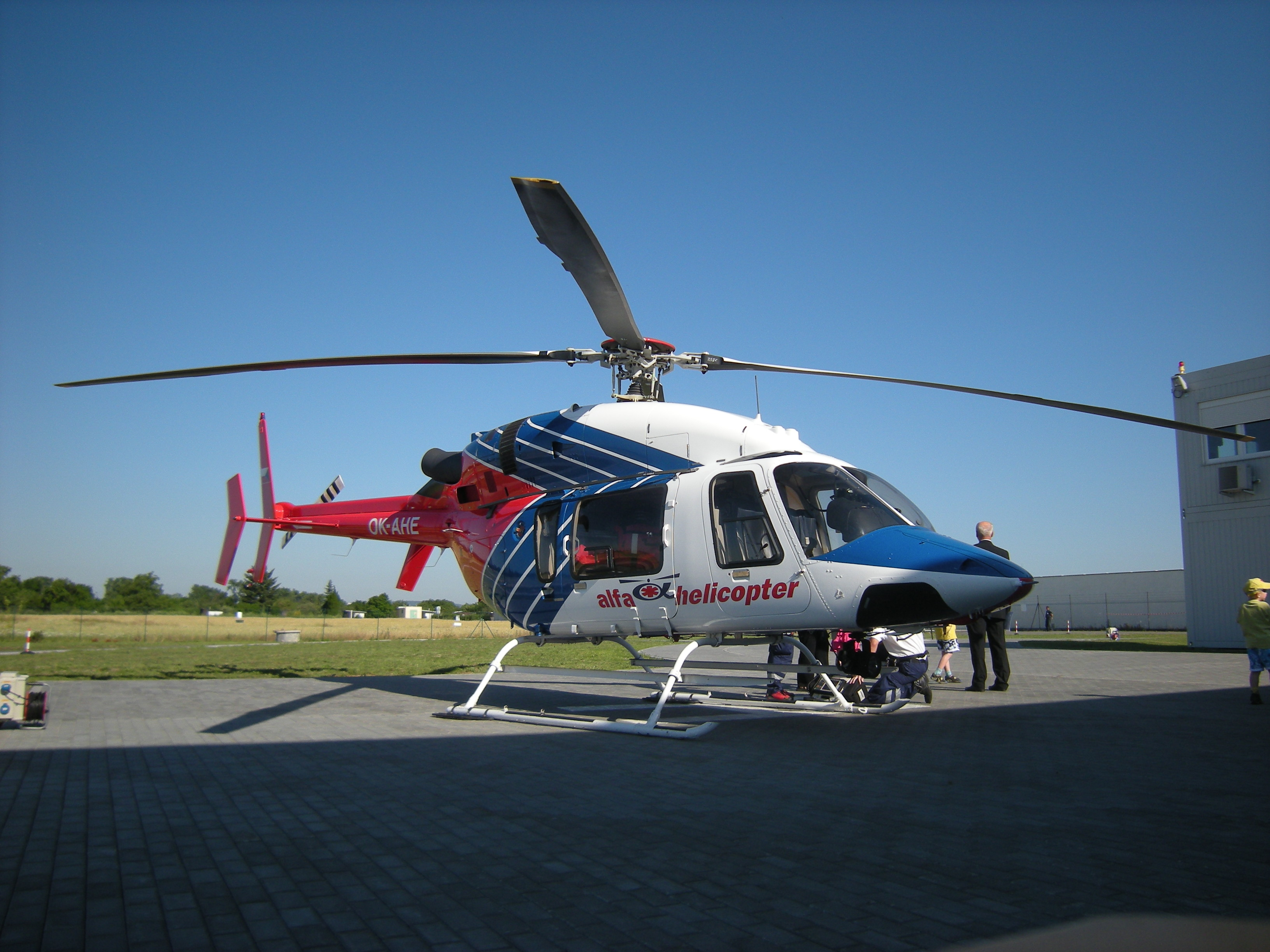
Záložní vrtulník Bell 427 (OK-AHE) na stanici Kryštof 04